# 井口鈴が台
井口鈴が台（いのくちすずがだい）は、広島県広島市西区の町名・住宅地名。一丁目から三丁目まである。郵便番号は733-0843（広島西郵便局管区）。当地域の人口は3,253人、世帯数は1,393世帯。

## 地理

### 井口鈴が台の位置
井口鈴が台は広島市中心部（紙屋町）から西へ約8km、同市西区の西端に位置する住宅団地。鈴ヶ峰（北緯34度23分1秒 東経132度23分8秒 / 北緯34.38361度 東経132.38556度）南麓を切り開いて造成された。北で井口台、東西南三方向で井口と接する。北側の他地区との境目には西広島バイパスが走る。
二丁目には井口公民館がある。

### 井口鈴が台団地内の地理
井口交番交差点を南北に貫く道路より東が一丁目である。残りの西側のうち、井口交番交差点を東西に通る道路より南が二丁目、北が三丁目である。井口交番（北緯34度22分22.6秒 東経132度22分47.3秒 / 北緯34.372944度 東経132.379806度）は交差点の南西、二丁目にある。
団地内に聖モニカ幼稚園がある。

## 歴史

### 団地名の由来
団地名は南側に古くからある井口という地名にちなむ。「井口」は戦国時代以来の古い地名である。当時は広島湾に突き出す半島であった鈴ヶ峰が「猪の口（いのくち）」の形に似ていたことに由来するという説、井口に隣接する古江の入り口、すなわち「江の口」が転じたという説がある。

### 沿革
1967年（昭和42年）に造成された。

### 人口の変遷
総数 [戸数または世帯数：  、人口：  ]
| 1980年（昭和55年）12月末 | 1,156世帯 3,543人 |
| 1990年（平成2年）12月末  | 1,159世帯 3,178人 |
| 2000年（平成12年）12月末 | 1,135世帯 2,788人 |
| 2010年（平成22年）12月末 | 1,340世帯 3,190人 |
| 2014年（平成25年）2月末  | 1,393世帯 3,253人 |

## 交通

### バス
広島電鉄によるバスである広電バスが西広島バイパス上を走っている。

### 鉄道
JR西日本山陽本線新井口駅（北緯34度22分32.4秒 東経132度23分31.3秒 / 北緯34.375667度 東経132.392028度）、広島電鉄宮島線商工センター入口駅（北緯34度22分31.9秒 東経132度23分31.9秒 / 北緯34.375528度 東経132.392194度）ならびに広島電鉄宮島線の井口駅（北緯34度22分18.6秒 東経132度23分9.8秒 / 北緯34.371833度 東経132.386056度）、修大協創中高前駅（北緯34度22分5.3秒 東経132度22分27.2秒 / 北緯34.368139度 東経132.374222度）までいずれも団地内から徒歩で5-20分、JR西日本山陽本線の五日市駅（北緯34度22分0.8秒 東経132度22分4.9秒 / 北緯34.366889度 東経132.368028度）へは徒歩で15-30分。

### 道路
北側の他地区との境を走る西広島バイパス（国道2号）が走っている。また、団地南方には宮島街道が走っている。

### 教育機関
1. ↑  学校法人広島聖公会学園. “聖モニカ幼稚園”. 2014年1月6日閲覧。（北緯34度22分21.9秒 東経132度22分35.1秒 / 北緯34.372750度 東経132.376417度）

### 公共施設
1. ↑  “井口公民館”. 2014年3月13日閲覧。（北緯34度22分16.3秒 東経132度22分39.9秒 / 北緯34.371194度 東経132.377750度）